# Cratere Mädler (Marte)
Mädler è un cratere sulla superficie di Marte.
Il cratere è dedicato all'astronomo tedesco Johann Heinrich von Mädler.